# Stora Valsjön
Stora Valsjön är en sjö i Karlsborgs kommun i Västergötland och ingår i Motala ströms huvudavrinningsområde. Sjön är 9,8 meter djup, har en yta på 0,157 kvadratkilometer och befinner sig 126 meter över havet. Vid provfiske har abborre, gädda och mört fångats i sjön.

## Delavrinningsområde
Stora Valsjön ingår i det delavrinningsområde (650961-141939) som SMHI kallar för Mynnar i Lummån. Medelhöjden är 139 m ö.h. och ytan är 6,92 kvadratkilometer. Det finns inga delavrinningsområden uppströms utan avrinningsområdet är högsta punkten. Vattendraget som avvattnar avrinningsområdet har biflödesordning 4, vilket innebär att vattnet flödar genom totalt 4 vattendrag innan det når havet efter 173 kilometer. Delavrinningsområdet består mestadels av skog (69 %) och öppen mark (14 %). Avrinningsområdet har 0,32 kvadratkilometer vattenytor vilket ger avrinningsområdet en sjöprocent på 4,6 %.